# ديفيد بيركويتز
ديفيد بيركويتز (بالإنجليزية: David Berkowitz) (و. 1953  م) هو قاتل متسلسل أمريكي، ولد في بروكلين.

## النشأة
ولد ديفيد بيركويتز في بروكلين، نيويورك، في 1 يونيو 1953. نشأت والدته، إليزابيث «بيتي» برودر، كجزء من عائلة يهودية فقيرة وتزوجت من توني فالكو، وهو أمريكي من أصل إيطالي. وفي عام 1936، وبعد زواج أقل من أربع سنوات، تركها توني فالكو من أجل امرأة أخرى.
في عام 1950، بدأت بيتي علاقة مع رجل متزوج يدعى جوزيف كلينمان.
بعد ثلاث سنوات أصبحت حاملاً لطفل اختارت أن تقدم له لقب كلينمان. و بعد بضعة أيام من ولادة ديفيد، تخلت أمه عنه، على الرغم من أن أسباب قيامها بذلك غير معروفة، إلا أن الباحثين اللاحقين ظنوا أن كلينمان هددها بالتخلي عنها إذا احتفظت بالطفل واستخدمت اسمه.
تم تبني الصبي من قبل بيرل وناثان بيركويتز من برونكس. كان الزوجان اليهوديين تجار تجزئة لبيع الأجهزة من الوسائل المتواضعة، وبلا أطفال في منتصف العمر. وكان ديفيد طفلهما الوحيد.
  كتب الصحفي جون فنسنت ساندرز أن طفولة بيركويتز كانت «مضطربة إلى حد ما». على الرغم من ذكائه فوق المتوسط، فقد اهتمامه بالتعلم في سن مبكرة وأصبح مفتونًا بالسرقات التافهة وإشعال الحرائق في الممتلكات العامة والخاصة وقاما والديه بالتبني على الأقل باستشارة معالج نفسي بسبب سوء سلوكه، ولكن سوء سلوكه لم تسفر قط عن تدخل قانوني أو ذكر جدي في سجلات مدرسته.

## بداية الأزمات في حياة ديفيد
توفيت والدة ديفيد بالتبني بسبب سرطان الثدي عندما كان عمره أربعة عشر عامًا، وأصبحت حياته في المنزل متوترة خلال السنوات اللاحقة، خاصة لأنه يكره زوجة والده بالتبني الثانية.
في عام 1974، وجد والدته الأم (بيتي) بعد بضع زيارات، كشفت له عن تفاصيل ولادته. أزعجت التفاصيل ديفيد إلى حد كبير، وكان مستاءً بشكل خاص بسبب ترددها في معرفة من هو والده الحقيقي. وانقطع اتصاله مع والدته الأم في وقت لاحق، لكنه ظل لفترة من الوقت على اتصال مع أخته غير الشقيقة، روسلين.
في وقت لاحق، كان لديه العديد من الوظائف غير المهنية، وفي وقت اعتقاله كان يعمل فارزًا للرسائل في خدمة بريد الولايات المتحدة.

## بداية الجرائم
خلال منتصف السبعينيات، بدأ ديفيد في ارتكاب جرائم عنيفة. لقد فشل في المحاولة الأولى للقتل باستخدام سكين، ثم تحول إلى مسدس وبدأ موجة مطولة من الجريمة في جميع أنحاء أحياء نيويورك مثل برونكس وكوينز وبروكلين وغيرها.

## استمرار الجرائم
في حوالي الساعة 3 صباحًا في 17 أبريل 1977، كان ألكساندر، 20 عامًا، وفالنتينا سورياني، 18 عامًا، جالسين في سيارة سورياني بالقرب من منزلها في برونكس، تم إطلاق النار على كل منهما مرتين. توفي سورياني في مكان الحادث، وتوفي ألكساندر في المستشفى بعد عدة ساعات دون أن يتمكن من وصف مهاجمه.
قالت الشرطة إن السلاح المستخدم في الجريمة كان هو نفسه الذي اشتبهوا به في عمليات إطلاق النار السابقة. خلال الأيام التي تلت ذلك، كرروا نظريتهم القائلة إن رجلاً واحداً فقط هو المسؤول عن جرائم القتل.

## الرسائل في مسارح الجريمة
رسائل ابن سام
اكتشفت الشرطة رسالة مكتوبة بخط اليد بالقرب من جثتي ألكسندر وسورياني، مكتوبة وموجهة إلى النقيب جوزيف بوريلي من شرطة نيويورك. وفي هذه الرسالة، كشف بيركويتز عن اسم «ابن سام» لأول مرة، وكان يسمى في السابق (القاتل عيار 44.) «بسبب سلاحه المفضل وهو مسدس ماجنوم عيار 44». تم حجب الرسالة في البداية عن العامة، ولكن تم الكشف عن بعض محتوياتها للصحافة، وسرعان ما حل اسم«ابن سام» الاسم القديم.
عبرت الرسالة عن تصميم القاتل على مواصلة عمله، وسخرت من الشرطة لجهودها غير المثمرة للقبض عليه. وكان محتوى الرسالة مختصرا كالاتي - رغم وجود بعض الاخطاء الإملائية فيها:
لقد تأذيت بشدة من دعوتكم لي بكره النساء. أنا لست كاره. لكن أنا وحش. أنا «ابن سام». أنا قليلا «شقي». عندما يسكر الأب سام أحيانًا يربطني بالجزء الخلفي من المنزل. في أوقات أخرى، يحبسني في المرآب. الاب سام يحب شرب الدم. «اخرج واقتل» هذه هي أوامر الأب سام.
إلى اللقاء وليلة سعيدة...
سوف أعود...
سوف أعود...

## القبض على ابن سام
كانت ساشيليا ديفيس، وهي من سكان المنطقة، تمشي كلبها في إحدى مواقع إطلاق النار التي حدثت فيها جريمة مقتل ضحيتين على يد ابن سام، وعندما شاهدت ضابط الدورية مايكل كاتانيو وهو يتذكر سيارة كانت متوقفة بالقرب من صنبور الإطفاء. بعد لحظات من مغادرة شرطي المرور، سار شاب وراءها من منطقة السيارة المشتبه بها، ويبدو أنه درسها ببعض الاهتمام. شعرت ديفيس بالقلق لأنه كان يمسك بيده نوعًا من «الأشياء المظلمة». ركضت إلى منزلها فقط لسماع الطلقات التي أطلقت خلفها في الشارع. ظلت ديفيس صامتة بشأن هذه التجربة لمدة أربعة أيام من شدة الرعب حتى اتصلت أخيرًا بالشرطة، التي راجعت عن كثب كل سيارة تم وضع علامة عليها في المنطقة في تلك الليلة.
كان بيركويتز  يمتلك سيارة ذات أربعة أبواب صفراء اللون من نوع فورد جالاكسي موديل 1970، كانت السيارة من بين السيارات التي حققوا فيها.  في 9 أغسطس 1977، اتصل محقق شرطة نيويورك جيمس جوستيس بشرطة يونكرز ليطلب منهم تحديد موعد لإجراء مقابلة مع بيركويتز.
وفقًا لمايك نوفوتني - وهو رقيب في إدارة شرطة يونكرز - فإن لدى شرطة يونكرز شكوكهم الخاصة بشأن بيركويتز فيما يتعلق بجرائم غريبة أخرى في يونكرز، وهي جرائم رأوها يشار إليها في إحدى رسائل ابن السام. لصدمة شرطة نيويورك، أخبروا المحقق في مدينة نيويورك أن بيركويتز انه قد يكون ابن سام ! .
في اليوم التالي، 10 أغسطس 1977، حققت الشرطة في سيارة بيركويتز التي كانت متوقفة في الشارع خارج مبنى شقته في 35 شارع باين في يونكرز. لقد رأوا بندقية في المقعد الخلفي، وفتشوا السيارة، ووجدوا حقيبة من القماش الخشن مملوءة بالذخيرة، وخرائط لمسارح الجرائم، ورسالة تهديد موجهة إلى المفتش تيموثي دود من فرقة أوميغا للتدخل السريع. فقررت الشرطة انتظار بيركويتز لمغادرة الشقة، بدلاً من المخاطرة بمواجهة عنيفة في الرواق الضيق بالمبنى.
كما انتظروا الحصول على أمر تفتيش للشقة، لكي يكون الامر قانونيا 100٪؜ ولكي لا يفلت ابن سام من العقاب.
استند التفتيش الأولي للسيارة إلى البندقية التي كانت مرئية في المقعد الخلفي، على الرغم من أن حيازة هذه البندقية كانت قانونية في ولاية نيويورك ولا تحتاج إلى تصريح خاص. لم يصل أمر الاعتقال عندما غادر بيركويتز المبنى السكني في حوالي الساعة 10:00 مساءً. ودخل سيارته. اقترب المحقق جون فالوتيكو من جانب السائق في السيارة. وأشار فالوتيكو بندقيته بالقرب من صدغ بيركوفيتش، بينما المحقق الرقيب وليام جارديلا أشار بندقيته من جانب الراكب وقاما بالقبض عليه ونقله لمركز الشرطة للتحقيق.

## ابن سام يعترف
تم التحقيق معه لمدة ثلاثين دقيقة تقريبًا في الصباح الباكر من 11 أغسطس 1977. واعترف بسرعة بإطلاق النار وأبدى اهتمامه بالاعتراف بالذنب. قاد التحقيق جون كينان، الذي أخذ الاعتراف. وأثناء الاستجواب، ادعى بيركوفيتش أن كلب جاره كان أحد الأسباب التي بسببها كان يقتل، مشيرًا إلى أن الكلب طالب بدماء الفتيات الجميلات. وقال إن «سام» المذكورة في الرسالة الأولى كانت جاره السابق سام كار. زعم بيركويتز أن هارفي، وهو كلب من نوع لابرادور ريتريفر أسود اللون، كان يتلبسه شيطان وأنه أصدر أوامر لا تقاوم بأنه يجب عليه أن يقتل الناس.
بعد أسابيع قليلة من اعتقاله واعترافه، سُمح لبيركويتز بالتواصل مع الصحافة. في رسالة إلى نيويورك بوست بتاريخ 19 سبتمبر 1977، ألمح بيركوفيتش إلى قصته الأصلية عن الوساوس الشيطانية، لكنه أغلق بتحذير تم تفسيره من قبل بعض المحققين على أنه اعتراف بأنه يوجد متواطئين جنائيين معه: «هناك أبناء آخرون هناك، اطلب من الله أن يساعد العالم».

## الحكم
حددت ثلاثة اختبارات منفصلة للتأكد من الصحة العقلية لبيركوبتز لكي يتم التأكد بأنه مأهل للمثول للمحاكمة. على الرغم من هذا، نصحه محاموه إلى الإقرار بالذنب وإدعاء الجنون، لكنه رفض. وبدأ هادئًا في المحكمة في 8 مايو 1978، حيث أقر بأنه مذنب في جميع عمليات إطلاق النار.
في 12 يونيو 1978، حكم عليه بالسجن لمدة 25 عامًا لكل جريمة قتل، على الرغم من هذا، فإن اعتراف بيركويتز بالذنب جعلته مؤهلاً للإفراج المشروط بعد 25 عامًا.

## الخدمة العسكرية
في السابعة عشر من عمره، انضم إلى القوات البرية للولايات المتحدة في عام 1971، وخرج منها في بداية عام 1974